# Formule 1 (film)
Pour les articles homonymes, voir F1 et Paranoïa (homonymie).
Pour plus de détails, voir Fiche technique et Distribution.
Formule 1 (Paranoia) est un giallo franco-italo-espagnol réalisé par Umberto Lenzi, sorti en 1970.

## Synopsis
Victime d'un accident de voiture lors d'une course automobile, la belle et riche Helen, pilote professionnelle, accepte l'invitation de son ex-époux, Maurice, qui lui propose de se reposer dans sa villa en compagnie de sa nouvelle femme, Constance. Au fil des jours, l'atmosphère se réchauffe et Helen renoue avec Maurice tout en recevant les avances de Constance, qui l'a invitée pour lui proposer un marché. Trahie par les infidélités de son mari, cette dernière propose à Helen de le supprimer ensemble lors d'un voyage en bateau en échange d'une importante somme d'argent. Mais leur plan dérape lorsque Constance est tuée par Maurice, qui a découvert leurs intentions meurtrières, et son corps est jeté au fond de l'océan. Mais Helen et Maurice reçoivent la visite de la fille unique de Constance, Susan, venue lui rendre la visite. Le couple est troublé par Susan qui semble être le sosie de sa mère. Troublée par cette présence, Helen devient paranoïaque et pense que Susan veut prendre sa place auprès de Maurice.

## Fiche technique
Sauf indication contraire, les informations mentionnées dans cette section peuvent être confirmées par la base de données cinématographiques Unifrance,  présente dans la section « Liens externes ».
- Titre français : Formule 1[1]
- Titre original italien : Paranoia
- Titre espagnol : Una droga llamada Helen ou Un tranquilo lugar para matar
- Réalisation : Umberto Lenzi
- Scénario :  Rafael Romero Marchent, Marie-Claire Solleville, Marcello Coscia et Bruno di Geronimo
- Montage : Antonio Ramirez et Enzo Alabiso
- Musique : Gregorio García Segura
- Photographie : Guglie Imo Mancori
- Sociétés de production : Tritone Filmindustria, Medusa Cinematografica et D.I.A.
- Pays de production :  Italie /  France /  Espagne
- Langue originale : italien
- Format : couleur
- Genre : giallo
- Durée : 94 minutes
- Date de sortie : 
  - Italie[2] : 17 mars 1970 (Turin) ; 9 avril 1970 (Milan) ; 17 avril 1970 (Rome)
  - Espagne[2] : 2 février 1971 (Barcelone) ; 18 février 1971 (Madrid)
  - France : 28 juillet 1971

## Distribution
- Carroll Baker : Helen
- Jean Sorel : Maurice Sauvage
- Anna Proclemer : Constance Sauvage
- Luis Dávila : Albert Duchamps
- Alberto Dalbes : Dr. Harry Webb
- Marina Coffa : Susan
- Lisa Halvorsen : Solange
- Manuel Díaz Velasco : Miguel
- Jacques Stany : James
- Hugo Blanco